# Elm (язык программирования)
Elm — функциональный язык, предназначенный для декларативного создания браузерных графических интерфейсов; веб-интерфейсы описываются в функционально-реактивном стиле.
Разработан в 2012 году программистом Эваном Чаплицким (Evan Czaplicki) в дипломной работе. С первого выпуска в документации на язык было много примеров и имелся онлайн-редактор, благодаря чему есть возможность быстро попробовать программировать на Elm прямо в браузере.
Изначальная реализация компилировала Elm в HTML, CSS и JavaScript. В следующих выпусках набор инструментов был расширен: добавлен REPL, пакетный менеджер, отладчик и установщики для macOS и Windows. На официальном сайте ведётся репозиторий библиотек, разрабатываемых для языка.